# جوامع اسکندرانیین
جوامع اسکندرانیین، عنوان مجموعه‌ای از آثار ترجمه شده جالینوس در موضوع پزشکی است که در حدود قرن ششم هجری، با هدف ارائه خلاصه‌ای آموزشی از آثار جالینوس، در اسکندریه نوشته شد و در جریان نهضت ترجمه توسط حلقه‌ای از نویسندگان همچون حنین بن اسحاق به عربی ترجمه شد. این گروه از نویسندگان مجموعه‌ای شانزده‌گانه از آثار جالینوس را گردآوری، خلاصه، تفسیر و شرح نمودند و ترتیب خاصی نیز برای مطالعه این آثار پدیدآوردند و هر روز بخشی از این آثار را در مکتب طبابت خود می‌خواندند. به نوشته حنین‌بن اسحاق، پزشکان اسکندرانی در پاره‌ای از آثار جالینوس تغییراتی دادند، در بعضی موارد چند عنوان را درهم ادغام نمودند و کتاب جدیدی پدیدآوردند و با تغییر کاربرد آموزشی آن‌ها، به‌جای مخاطب عام، آن‌ها را خاص دانشجویان طبابت کردند. تعداد پزشکانی که مجموعه جوامع اسکندرانیین را پدید آوردند در نوشته‌های دوره اسلامی متفاوت ذکر شده است.